# 4255 Spacewatch
4255 Spacewatch (1986 GW) là một tiểu hành tinh nằm phía ngoài của vành đai chính được phát hiện ngày 4 tháng 4 năm 1986 bởi Spacewatch ở Kitt Peak.